# HD 70761
HD 70761，又名CD-25 5988，SAO 175709、HR 3291，是一颗恒星，视星等为5.9，位于銀經246.77，銀緯6.16，其B1900.0坐标为赤經8h 18m 36.3s，赤緯-26° 6.16′ 39″。